# Gotte Lundquist
Per Gotthard (Gotte) Lundquist, född 1 maj 1885 i Uppsala, död 13 januari 1954 i Storkyrkoförsamlingen, Stockholm, var en svensk inredningsarkitekt, målare, dekorations- och porträttmålare. 
Han var son till bokhållaren Per Lundquist och hans hustru Mathilda född Gustafsson och från 1906 gift med Rut Larsson samt far till Saga Thorslund, Per Lundquist, Gotthard Lundquist, Alf Lundquist och Stig Lundquist. Han studerade vid Konstakademien och för Carl Wilhelmson samt vid Konstnärsförbundets skola i Stockholm. Lundquist utförde ett flertal porträtt av kända personer, bland annat av prins Gustaf Adolf och kung Gustav V för Frimurarlogen i Stockholm samt företagsledaren Sven Wingquist. Bland hans offentliga arbeten märks väggmålningarna för Maria Magdalena kyrka i Stockholm och Värmlands nations hus i Uppsala. Hans konst består av porträtt, landskaps- och dekorationsmålningar. Som inredningsarkitekt medverkade han vid flera restaureringsarbeten på slott och herrgårdar. Gotte Lundquist är begravd på Norra begravningsplatsen utanför Stockholm.